# A1 Nazionale 1991-1992
La A1 Nazionale 1991-1992 è stata la 52ª edizione del massimo campionato greco di pallacanestro maschile. La vittoria finale è stata ad appannaggio del PAOK Salonicco.

## Risultati

### Stagione regolare
|     | Squadra           | G  | V  | P  | PF | PS | Pt. | Qualificazione           |
| --- | ----------------- | -- | -- | -- | -- | -- | --- | ------------------------ |
| 1.  | PAOK Salonicco    | 22 | 20 | 2  |    |    | 42  | girone finale            |
| 2.  | Olympiakos        | 22 | 18 | 4  |    |    | 42  | girone finale            |
| 3.  | Aris Salonicco    | 22 | 18 | 4  |    |    | 40  | girone finale            |
| 4.  | AEK Atene         | 22 | 12 | 10 |    |    | 34  | girone finale            |
| 5.  | Paniōnios         | 22 | 11 | 11 |    |    | 33  |                          |
| 6.  | Peristeri         | 22 | 10 | 12 |    |    | 32  |                          |
| 7.  | Īraklīs Salonicco | 22 | 10 | 12 |    |    | 32  |                          |
| 8.  | Panathīnaïkos     | 22 | 10 | 12 |    |    | 31  |                          |
| 9.  | Dafni             | 22 | 7  | 15 |    |    | 29  |                          |
| 10. | Sporting Atene    | 22 | 7  | 15 |    |    | 29  |                          |
| 11. | Pagrati Atene     | 22 | 6  | 16 |    |    | 28  |                          |
| 12. | Papagou           | 22 | 3  | 19 |    |    | 25  | retrocessa in A2 Ethniki |

### Girone finale
|    | Squadra        | G  | V  | P  | PF | PS | Pt. |
| -- | -------------- | -- | -- | -- | -- | -- | --- |
| 1. | PAOK Salonicco | 12 | 10 | 2  |    |    | 22  |
| 2. | Olympiakos     | 12 | 7  | 5  |    |    | 19  |
| 3. | Aris Salonicco | 12 | 6  | 6  |    |    | 18  |
| 4. | AEK Atene      | 12 | 1  | 11 |    |    | 13  |

| A1 Nazionale 1991-1992   |
| ------------------------ |
| PAOK Salonicco 2º titolo |

## Formazione vincitrice
| N° | Naz.                   | Ruolo | Sportivo              |  | Alt. |  |
| -- | ---------------------- | ----- | --------------------- |  | ---- |  |
|    | Stati Uniti (bandiera) | A     | Ken Barlow            |  | 208  |  |
|    | Jugoslavia (bandiera)  | G     | Branislav Prelević    |  | 194  |  |
|    | Grecia (bandiera)      | C     | Panagiōtīs Fasoulas   |  | 213  |  |
|    | Grecia (bandiera)      | P     | Jon Korfas            |  | 192  |  |
|    | Grecia (bandiera)      | G     | Nikos Mpountourīs     |  | 192  |  |
|    | Grecia (bandiera)      |       | Pit Papachronis       |  |      |  |
|    | Grecia (bandiera)      |       | Giorgos Makaras       |  |      |  |
|    | Grecia (bandiera)      | AG    | Nikos Filippou        |  | 202  |  |
|    | Grecia (bandiera)      | P     | Nikos Stauropoulos    |  | 196  |  |
|    | Grecia (bandiera)      | AG    | Dīmītrīs Dīmakopoulos |  |      |  |
|    | Grecia (bandiera)      |       | Nikos Katsikis        |  |      |  |
|    | Grecia (bandiera)      |       | Theodoros Asteriadis  |  |      |  |
|    | Grecia (bandiera)      |       | Giorgos Kouklakis     |  |      |  |
|    | Grecia (bandiera)      |       | Achilleas Mamatziolas |  |      |  |
|    | Grecia (bandiera)      |       | Evripidis Meletiadis  |  |      |  |
|    | Grecia (bandiera)      |       | Lazaros Tsakiris      |  |      |  |
|    | Grecia (bandiera)      |       | Giorgos Valavanidis   |  |      |  |
|    | Grecia (bandiera)      |       | Paliouras             |  |      |  |
|    | Grecia (bandiera)      |       | Parisopoulos          |  |      |  |
|    | Grecia (bandiera)      |       | Tsafrakidis           |  |      |  |
|    | Grecia (bandiera)      |       | Karapournos           |  |      |  |
|    | Jugoslavia (bandiera)  | All.  | Dušan Ivković         |  |      |  |

## Premi e riconoscimenti
- A1 Ethniki MVP:  Nikos Galīs, Aris Salonicco
- A1 Ethniki MVP finali:  Panagiōtīs Fasoulas, PAOK Salonicco